# Gagrella quadriseiata
Gagrella quadriseiata is een hooiwagen uit de familie Sclerosomatidae.